# 林氏煙管蝸牛
林氏煙管蝸牛（学名：Phaedusa hayashii）为煙管蝸牛科煙管蝸牛屬下的一个种。該物種主要分布於臺灣東部、南部的高雄市甲仙，臺東縣知本、大南等地。該物種的名字來自於採集者林義秀。